# 비가 (부소니)

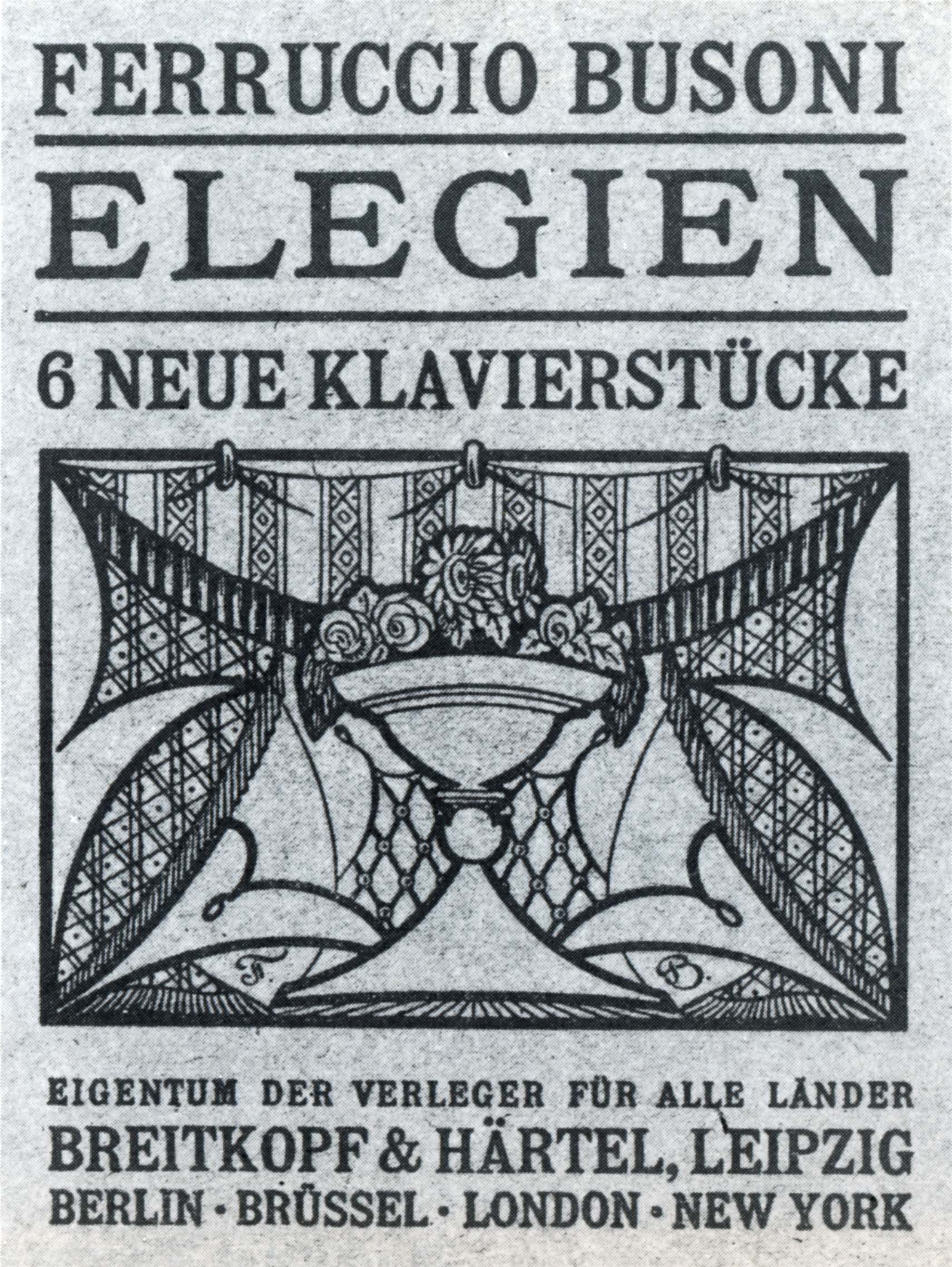

《비가》(Elegien, BV 249)는 이탈리아 작곡가 페루치오 부조니(Feruccio Busoni)의 작품으로, 피아노 독주곡 모음이다. 1908년에 6편으로 처음 출판되었지만 이후 Berceuse ( BV 252 )가 추가되어 7편으로 확장되었다. 7세트를 플레이하는 데 40분이 조금 넘게 걸란다.

## 작품
1. Nach der Wendung ( Recueillement ) ["돌아온 후"(관상)]
2. All' Italia!  ( In modo napolitano ) ["이탈리아로!" (나폴리탄 모드에서)]
3. Meine Seele bangt und hoft zu Dir (Choralvorspiel) ["내 영혼은 떨고 그대를 바라고" (Chorale Prelude)]
4. Turandots Frauengemach (Intermezzo) ["Turandot's Zenana " (Intermezzo)]
5. Die Nächtlichen (Walzer) ["야행성" (왈츠)]
6. Erscheinung (Notturno) ["방문" (야상곡)]
7. Berceuse [" 자장가 "]

## 새로운 음악 스타일
비가는 부소니의 작곡 접근 방식에서 중요한 변화를 나타낸다. 이 시점까지 그는 바이올린 협주곡 ( BV 243 )과 피아노 협주곡 ( BV 247 )과 같이 완전한 숙달 수준에 도달한 낭만주의 스타일로 작곡했다. 이 작품에서 화음은 3도 이외의 음정으로 구성된다. 주변 하모니와 종종 다른 독특하고 매우 색채가 풍부한 음계와 런은 광범위하게 사용되며 다양하다. 멜로디, 고독한 "한숨", 장2도 및 세미톤은 이러한 방향 감각 상실 효과를 확대한다.